# Censo nicaragüense de 1963
El Censo de Población y Vivienda de Nicaragua de 1963 (o más conocido también como Censo de 1963) fue un censo de población que se realizó en Nicaragua el 25 de abril de 1963. Históricamente, este fue el quinto censo de población y el primer censo de vivienda en toda la historia de Nicaragua.
Los resultados oficiales del censo mostraron que Nicaragua tenía un población de 1 535 588 habitantes para el año 1963 y una densidad poblacional de 12,8 hab/km².
| Población censada de Nicaragua por departamento en 1963 | Población censada de Nicaragua por departamento en 1963 | Población censada de Nicaragua por departamento en 1963 | Población censada de Nicaragua por departamento en 1963 | Población censada de Nicaragua por departamento en 1963 | Población censada de Nicaragua por departamento en 1963 |
| Puesto                                                  | Departamento                                            | Censo de 1963                                           | Censo de 1950                                           | Cambio                                                  |                                                         |
| ------------------------------------------------------- | ------------------------------------------------------- | ------------------------------------------------------- | ------------------------------------------------------- | ------------------------------------------------------- | ------------------------------------------------------- |
| 1.º                                                     | Managua                                                 | 318 826                                                 | 161 513                                                 | Crecimiento                                             |                                                         |
| 2.º                                                     | Matagalpa                                               | 171 465                                                 | 135 401                                                 | Crecimiento                                             |                                                         |
| 3.º                                                     | León                                                    | 150 051                                                 | 123 614                                                 | Crecimiento                                             |                                                         |
| 4.º                                                     | Chinandega                                              | 128 624                                                 | 81 836                                                  | Crecimiento                                             |                                                         |
| 5.º                                                     | Zelaya                                                  | 88 963                                                  | 67 727                                                  | Crecimiento                                             |                                                         |
| 6.º                                                     | Jinotega                                                | 76 936                                                  | 48 325                                                  | Crecimiento                                             |                                                         |
| 7.º                                                     | Masaya                                                  | 76 580                                                  | 72 446                                                  | Crecimiento                                             |                                                         |
| 8.º                                                     | Chontales                                               | 75 575                                                  | 50 529                                                  | Crecimiento                                             |                                                         |
| 9.º                                                     | Boaco                                                   | 71 615                                                  | 50 039                                                  | Crecimiento                                             |                                                         |
| 10.º                                                    | Estelí                                                  | 69 257                                                  | 43 742                                                  | Crecimiento                                             |                                                         |
| 11.º                                                    | Carazo                                                  | 65 888                                                  | 52 138                                                  | Crecimiento                                             |                                                         |
| 12.º                                                    | Granada                                                 | 65 643                                                  | 48 732                                                  | Crecimiento                                             |                                                         |
| 13.º                                                    | Rivas                                                   | 64 361                                                  | 45 314                                                  | Crecimiento                                             |                                                         |
| 14.º                                                    | Madriz                                                  | 50 229                                                  | 33 178                                                  | Crecimiento                                             |                                                         |
| 15.º                                                    | Nueva Segovia                                           | 45 900                                                  | 25 988                                                  | Crecimiento                                             |                                                         |
| 16.º                                                    | Río San Juan                                            | 15 676                                                  | 9 089                                                   | Crecimiento                                             |                                                         |
| Total                                                   | Nicaragua                                               | 1 535 588                                               | 1 049 611                                               | 485 977                                                 |                                                         |